# Muzeum im. Antoniego hr. Ostrowskiego w Tomaszowie Mazowieckim
Muzeum im. Antoniego hr. Ostrowskiego w Tomaszowie Mazowieckim – muzeum położone w Tomaszowie Mazowieckim. Od 1990 roku placówka jest miejską jednostka organizacyjną.
Początki tomaszowskiego muzealnictwa sięgają 1927 roku, kiedy to z inicjatywy Polskiego Towarzystwa Krajoznawczego, a w szczególności prof. Tadeusza Seweryna oraz ks. Kazimierza Olszewskiego powołano muzeum. Jego siedzibą były pomieszczenia Seminarium Nauczycielskiego przy ul. św. Antoniego 57 oraz prywatne mieszkania, a pierwszym kustoszem placówki został ks. Olszewski.

Podczas II wojny światowej zbiory muzeum zostały zniszczone. Po zakończeniu działań zbrojnych, w 1947 roku pod kierownictwem Jana Piotra Dekowskiego przystąpiono do reaktywacji placówki. Początkowo zbiory umieszczono w lokalu przy ul. św. Tekli 3 (obecnie: Barlickiego), a następnie urządzono wystawę w trzech salach w budynku przy ul. św. Antoniego. W 1950 roku podjęto decyzję o umieszczeniu muzeum w XIX-wiecznym Pałacu Ostrowskich. Rozpoczęto prace remontowe, które zakończyły się w 1968 roku. Pierwsza stała wystawa historyczna została otwarta w 1969 roku.
Aktualnie w muzeum prezentowane są następujące wystawy stałe :
- etnograficzna, prezentująca kulturę i obyczaje ludowe wsi tomaszowskiej z przełomu XIX i XX wieku. Wystawa urządzona jest chronologicznie, ukazując rok z życia wsi. W ramach ekspozycji prezentowane są stroje, przedmiotu codziennego użytku, narzędzia rolnicze oraz sztuka i rękodzieło ludowe,
- archeologiczna, ukazująca obrządki pogrzebowe, praktykowane w dolinie Pilicy w okresie od II tysiąclecia p.n.e. po II wiek n.e. Ukazano pochówki właściwe dla kultur: trzcinieckiej, łużyckiej, pomorskiej oraz przeworskiej,
- historyczna, prezentująca dzieje Tomaszowa począwszy od osady hutniczej, założonej w 1788 roku po lata II wojny światowej. Ukazana jest również działalność właścicieli miasta: Tomasza Adama Ostrowskiego i jego syna Antoniego Jana Ostrowskiego (patrona muzeum),
- przyrodnicza, ukazująca faunę środkowego dorzecza Pilicy (owady, płazy, gady, ptaki i ssaki),
- zbiory sztuki obejmują trzy zrekonstruowane pomieszczenia pałacowe: gabinet hr. Ostrowskiego, pokój dzienny oraz letni pokój widokowy. Ich wyposażenie stanowią meble i sprzęty w stylach: second empire, biedermeier oraz wiktoriańskim. Ponadto prezentowane są liczne pamiątki po rodzinie Ostrowskich (dokumenty, portrety) a także obrazy autorstwa m.in. Antoniego Lubowieckiego, Kazimierza Sadłowskiego oraz Leonarda Chodźki.

Ponadto rocznie w muzeum organizowanych jest około dziesięciu wystaw czasowych.

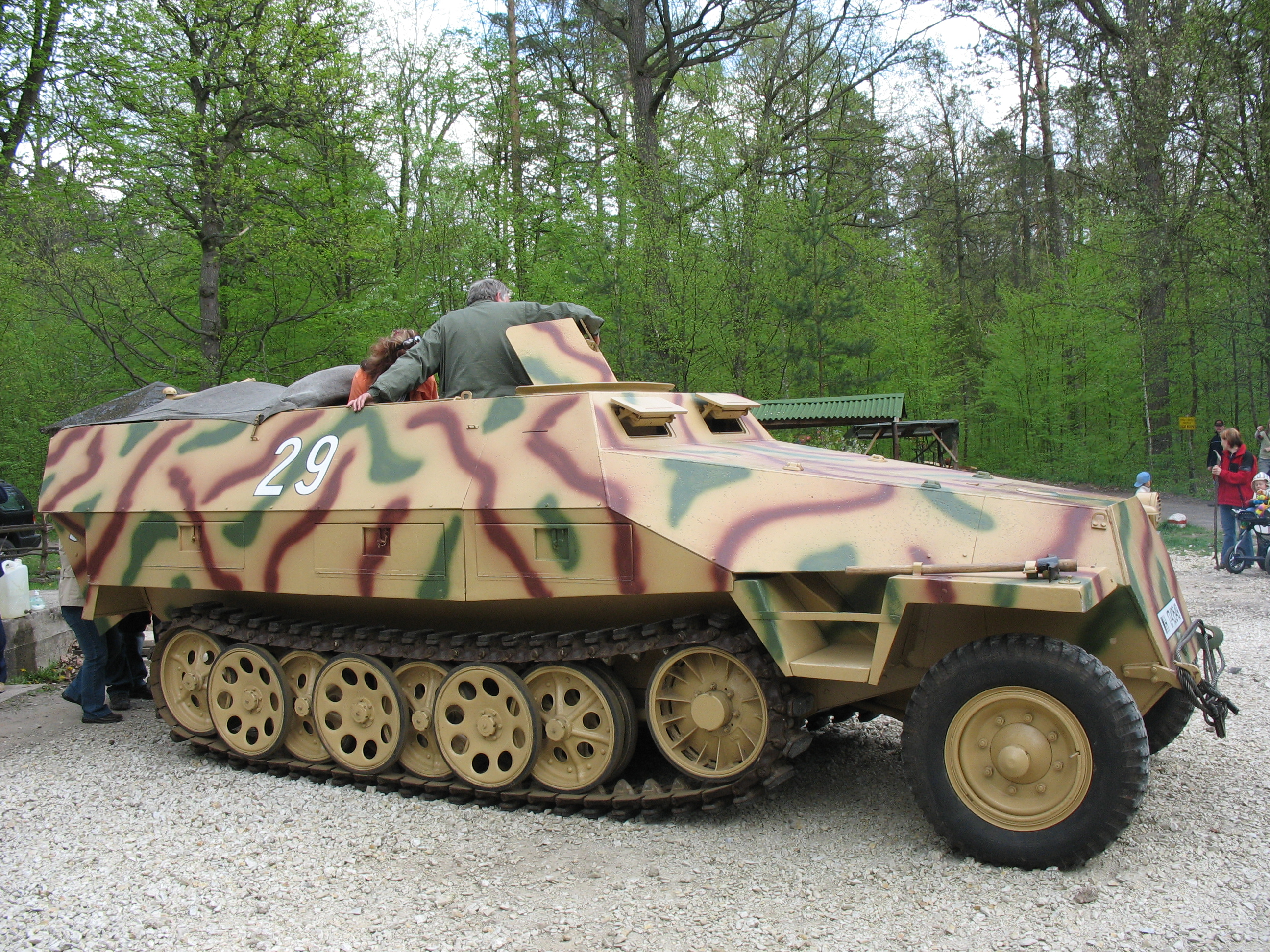
Sd.Kfz251/3-IV "Rosi

W 1996 roku do zbiorów muzeum trafił niemiecki transporter opancerzony Sd.Kfz251/3-IV "Rosi", wyłowiony z Pilicy we wsi Brzustówek. Pojazd należał do 19 Dywizji Pancernej Wehrmachtu.
Muzeum jest obiektem całorocznym, czynnym z wyjątkiem poniedziałków. Wstęp jest płatny.